# Leptoterantha
Leptoterantha es un género con una especies de plantas de flores perteneciente a la familia Menispermaceae. Nativo del Congo, Angola y Gabón.

## Especies seleccionadas
- Leptoterantha mayumbensis (Exell) Troupin